# Riêng tư

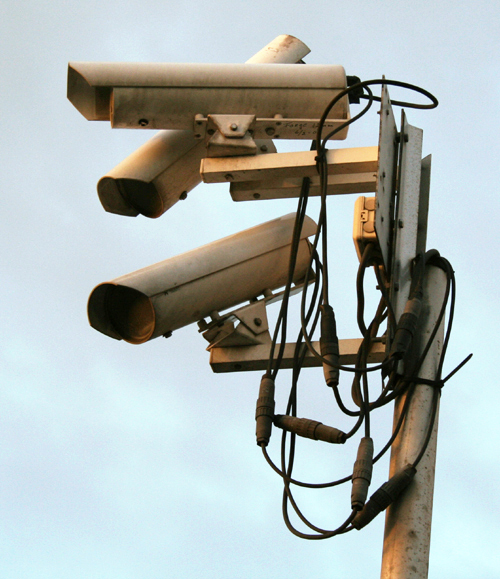
Sự riêng tư có thể bị giảm bớt bằng cách giám sát - trong trường hợp này thông qua camera quan sát.

Sự riêng tư là khả năng của một cá nhân hoặc một nhóm để ẩn mình hoặc thông tin về bản thân họ, và do đó thể hiện bản thân một cách có chọn lọc.
Khi một cái gì đó là riêng tư đối với một người nào đó, điều đó thường có nghĩa là một cái gì đó vốn đặc biệt hoặc nhạy cảm với họ. Miền riêng tư chồng chéo một phần với bảo mật, có thể bao gồm các khái niệm sử dụng phù hợp, cũng như bảo vệ thông tin. Quyền riêng tư cũng có thể ở dạng toàn vẹn cơ thể. Quyền không bị chính phủ, tập đoàn hoặc cá nhân xâm phạm quyền riêng tư là một phần của luật riêng tư của nhiều quốc gia, và trong một số trường hợp, là của hiến pháp.
Trong thế giới kinh doanh, một người có thể tình nguyện cung cấp thông tin cá nhân, bao gồm quảng cáo, để nhận được một số lợi ích. Số liệu công khai có thể phải tuân theo các quy tắc về lợi ích công cộng. Thông tin cá nhân được chia sẻ tự nguyện nhưng sau đó bị đánh cắp hoặc sử dụng sai mục đích có thể dẫn đến hành vi trộm cắp danh tính.
Khái niệm về quyền riêng tư phổ quát là một khái niệm hiện đại chủ yếu gắn liền với văn hóa phương Tây, đặc biệt là người Anh và Bắc Mỹ, và hầu như không được biết đến trong một số nền văn hóa cho đến thời gian gần đây. Tuy nhiên, hầu hết các nền văn hóa đều công nhận khả năng của các cá nhân giữ lại một số phần thông tin cá nhân của họ từ xã hội rộng lớn hơn, chẳng hạn như đóng cửa nhà của một người.